# 李克忠 (元朝)
李克忠（1246年—1301年），字公瑾，元朝滕州人。
父亲李显，善骑射，跟随族人李元至蒙古之都，被诸王脱端知遇，以管军千户领邹县尉，官至河南等路管民权府。
李克忠警敏好读书。至元十二年（1275年），忽必烈派哈撒儿海牙、奴剌丁出使安南，以李克忠作为副手，授安南达鲁花赤府知事。忽必烈诏命有事司依使缅甸事例。至安南，李克忠强调三事：一是国主亲朝，二是遣子入侍，三是籍户口归朝廷。安南人不同意，李克忠于是回国。当时吐蕃作乱，云南行省在纳洪土老蛮开新路，李克忠等才得以返回。至元十四年（1277年）夏，至上都，忽必烈召见他于大安阁，赐金符，擢升为奉训大夫、工部郎中，兼计议官。
至元十五年（1278年），与礼部尚书柴椿、会同馆使哈剌脱因、工部员外郎董瑞、安南人黎克，带着玺书让安南国王陈日烜入朝。至元十六年（1279年），回国。十一月，再派李克忠再去。至元十七年（1280年）四月，带着陪臣黎仲陀等奉贡物至大都朝贡。忽必烈大悦。
之后，授奉议大夫、同知岳州路总管府事。初至岳州，教当地人藏冰，已而大疫，用冰治疗，全活甚众。转任泰州尹。又选为海北广东道提刑按察副使，进阶中顺大夫，以亲老请求归养。后来起任同知吉州路总管府事，招揽名儒以兴办州学，大德五年（1301年）去世，年五十六岁。
其子李希颜，以父恩荫授为进义校尉、南昌县主簿。江西行省参知政事郝天挺看重他，征辟他为行省掾。又跟随平章散术台讨宁都反元势力有功，转任承事郎、袁州路知事。官至太常太乐署令。李希颜之子李稷。